# Brutal Disgorging
Brutal Disgorging est un groupe suisse de cybergrind formé en 2006. Son originalité est essentiellement due à l'utilisation de nombreux instruments rarement utilisé dans ce genre de musique : la cuica, le tamtam, le vibraslap, etc. Le groupe sort son premier véritable album en 2008, Toadstool Paranoia: The End of All Human Breed.

## Biographie
Brutal Disgorging est formé en 2006, en Suisse. En juin 2007, le groupe ouvre un compte MySpace, dans lequel il publie plusieurs démos courant l'année,. Après la publication de quatre démos, le groupe publie son tout premier album studio, Toadstool Paranoia : The End of All Human Breed, le 19 février 2008, en téléchargement libre. À la suite de cette sortie, le groupe ne fait plus entendre parler de lui.

## Membres
- Rocco - guitare, batterie, chant
- Alex - programmation, chant

## Discographie
- 2007 : Split Vol.1 (démo)
- 2008 : Toadstool Paranoia: The End of All Human Breed